# 1942 na política

## Eventos

### Janeiro
- 2 de Janeiro – Segunda Guerra Mundial: Manila, capital das Filipinas, é capturada pelas forças japonesas.
- 7 de Janeiro – Segunda Guerra Mundial: Fim da batalha de Moscovo, com a contra-ofensiva Soviética.
- 7 de Janeiro – Brasil rompe relações diplomáticas com os países do Eixo.

### Fevereiro
- 8 de Fevereiro - Óscar Carmona é eleito novamente Presidente da República Portuguesa.
- 9 de Fevereiro – Segunda Guerra Mundial: Líderes militares dos EUA realizam sua primeira reunião formal para discutir a estratégia americana.
- 15 de fevereiro – Primeiro ataque de submarino a um navio brasileiro, o Buarque, que vai a pique nas proximidades de Norfolk, nos Estados Unidos. Um passageiro morre.
- 15 de Fevereiro – Segunda Guerra Mundial: Singapura se rende aos japoneses.
- 18 de Fevereiro – Torpedeado o navio brasileiro Olinda, ao largo da costa do estado da Virgínia, nos Estados Unidos.
- 19 de Fevereiro – Segunda Guerra Mundial: aviões Japoneses atacam Darwin, Austrália.
- 25 de Fevereiro – Torpedeado o navio brasileiro Cabedello.
- 25 de Fevereiro – Princesa Isabel II, do Reino Unido, se alista para o serviço militar.
- 27 de Fevereiro – Segunda Guerra Mundial: o USS Langley, o primeiro porta-aviões americano, é afundado por aviões japoneses.
- 27 de Fevereiro – Segunda Guerra Mundial: Batalha do Mar de Java com a derrota das Marinhas Americana, Inglesa, Holandesa e Australiana pela Marinha Imperial Japonesa, em que abre o caminho a estes para a invasão das Índias Orientais Holandesas.

### Março
- 7 de março – O navio mercante brasileiro Arabutan é torpedeado e afunda ao largo da costa da Carolina do Norte, Estados Unidos. O enfermeiro de bordo morre.
- 7 de março – O navio de passageiros brasileiro Cairu é torpedeado e afunda na costa dos Estados Unidos. Um passageiro morre.

### Abril
- 11 de Abril – Aviões da Força Aérea Brasileira iniciam missões regulares de busca e patrulha no Atlântico sul.
- 18 de Abril – Segunda Guerra Mundial: Os EUA, lançam um ataque a Tóquio, concebido pelo Tenente General James Harold Doolittle em resposta ao ataque a Pearl Harbor: Ataque Doolittle.
- 20 de Abril – Descobertas no Rio de Janeiro centrais de rádio da espionagem nazista. Reportavam notícias locais e posição de navios em rota de abastecimento para o norte da África.

### Maio
- 1 de Maio – Torpedeado e afundado o navio mercante brasileiro Parnahyba próximo à ilha de Trinidad, na costa da Venezuela.
- 4 de Maio a 8 de Maio – Segunda Guerra Mundial: Batalha do Mar de Coral, no Pacífico sul.
- 18 de Maio – Torpedeado o navio brasileiro Comandante Lyra.
- 22 de Maio – Primeiro combate direto entre brasileiros e alemães. Um B-25 Mitchell da Força Aérea Brasileira, encontra submarino nazista na tona. O submarino alemão ataca com metralhadoras e o avião brasileiro responde com bombas. Nenhum dano em ambas as partes.
- 22 de Maio – Brasil e Estados Unidos instituem Comissão Mista de Defesa.
- 24 de Maio – Torpedeado e afundado o navio mercante brasileiro Gonçalves Dias, ao sul do Haiti, no Mar das Caraíbas. Seis tripulantes morrem.

### Junho
- 1 de Junho – O navio brasileiro Alegrete é torpedeado e afunda entre as ilhas de Santa Lúcia e São Vicente.
- 4 de Junho a 7 de Junho – Segunda Guerra Mundial: Travada a Batalha de Midway entre forças aeronavais dos EUA e Japão, no Pacífico, nas proximidades do Havaí. Vitória decisiva dos norte-americanos
- 26 de Junho – O navio mercante brasileiro Pedrinhas é torpedeado e afunda na costa de Porto Rico
- 28 de Junho – Segunda Guerra Mundial: Início da Batalha de Stalingrado.

### Julho
- 26 de Julho – O navio mercante brasileiro Tamandaré é torpedeado e afunda. Quatro tripulantes morrem.
- 28 de Julho – Os navios brasileiros Barbacena e Piave são torpedeados e afundam próximo a Port of Spain, provocando dezoito mortos.

### Agosto
- 7 de Agosto – Segunda Guerra Mundial: começa a Batalha de Guadalcanal, no sul do Pacífico.
- 15 de Agosto – início da ofensiva naval do Eixo na costa brasileira. Submarinos torpedeiam os navios brasileiros Baependy e Araraquara, a apenas 20 milhas da costa de Sergipe.
- 16 de Agosto – Submarino do Eixo torpedeia o navio brasileiro Annibal Benévolo.
- 17 de Agosto – Submarinos do Eixo torpedeiam os navios brasileiros Itagiba e  Arará, na costa de Sergipe.
- 22 de Agosto – Segunda Guerra Mundial: Frente aos seguidos ataques de submarinos alemães e italianos aos navios brasileiros, o Brasil declara guerra à Alemanha e à Itália.
- 24 de Agosto – A rádio Berlim transmite para o Brasil, falseando o estado de guerra entre os dois países.
- 26 de Agosto – Avião da Força Aérea Brasileira ataca e danifica submarino do Eixo, próximo a cidade de Araranguá no estado de Santa Catarina.
- 28 de Agosto – Avião da Força Aérea Brasileira ataca submarino do Eixo, próximo a cidade de Iguape no estado de São Paulo. Sem danos ao submarino.
- 31 de Agosto – Segunda Guerra Mundial: governo brasileiro declara o estado de guerra para todo o Brasil.

### Outubro
- 25 de Outubro - Segunda Guerra Mundial: Prisioneiros judeus são deportados da Noruega para Auschwitz.

### Novembro
- 8 de Novembro – Segunda Guerra Mundial: Forças dos Estados Unidos e Reino Unido desembarcam no norte da África. Se inicia o ocaso do Eixo. A partir dessa data, os Italianos e Alemães não ganharam mais nenhuma batalha na guerra.
- 15 de Novembro – Segunda Guerra Mundial: termina a Batalha de Guadalcanal, no sul do Pacífico.
- 25 de Novembro - Segunda Guerra Mundial: Frente dos Balcãs. Sabotagem do viaduto de Gorgopotamos, sobre a linha de caminho de ferro que liga Atenas a Salónica, por onde passa uma grande parte dos abastecimentos destinados a Rommel, por resistentes gregos de dois movimentos de oposição às ordens de agentes britânicos do S.O.E..
- 26 de Novembro - Segunda Guerra Mundial: Hitler dá a ordem a Pétain para desmobilizar o exército francês e entregar aos alemães a frota francesa.

## Nascimentos
| Data            | Nome                          | Profissão                                                                                             | Nacionalidade                  | Observações | Ref   |
| --------------- | ----------------------------- | --- | ------------------------------ | ----------- | ----- |
| 3 de janeiro    | László Sólyom                 | presidente da Hungria de 2005 a 2010                                                                  | Hungria                        |             |       |
| 8 de janeiro    | Junichiro Koizumi             | primeiro-ministro do Japão de 2001 a 2006                                                             | Japão                          |             |       |
| 22 de janeiro   | Amine Gemayel                 | presidente do Líbano de 1982 a 1988                                                                   | Líbano                         |             |       |
| 16 de fevereiro | Kim Jong-il                   | líder da Coreia do Norte desde 1994                                                                   | União Soviética                |             |       |
| 5 de março      | Felipe González Márquez       | político espanhol                                                                                     | Espanha                        |             |       |
| 19 de março     | José Serra                    | 33.º Governador do estado de São Paulo e candidato a presidência do Brasil no ano de 2010             | Brasil                         |             |       |
| 21 de março     | Fradique de Menezes           | presidente de São Tomé e Príncipe desde 2001                                                          | Portugal (São Tomé e Príncipe) |             |       |
| 21 de março     | Ali Abdullah Saleh            | presidente do Iémen desde 1990                                                                        | Reino do Iémen                 |             |       |
| 12 de abril     | Jacob Zuma                    | Presidente da África do Sul desde 2009 e Vice-presidente da África do Sul de 1999 a 2005              | África do Sul                  |             |       |
| 5 de junho      | Teodoro Obiang Nguema Mbasogo | presidente da Guiné Equatorial desde 1979                                                             | Espanha (Guiné Equatorial)     |             |       |
| 7 de junho      | Muammar al-Gaddafi            | político, poeta, filósofo e guerrilheiro e chefe de Estado da Líbia desde 1969                        | Líbia Italiana                 |             |       |
| 15 de junho     | Augusto Ferreira do Amaral    | advogado, genealogista e político                                                                     | Portugal                       |             | [ 1 ] |
| 18 de junho     | Thabo Mbeki                   | Presidente da África do Sul de 1999 a 2008                                                            | África do Sul                  |             |       |
| 26 de junho     | Gilberto Gil                  | músico e político                                                                                     | Brasil                         |             |       |
| 2 de julho      | Vicente Fox                   | presidente do México de 2000 a 2006                                                                   | México                         |             |       |
| 15 de agosto    | Estevam Galvão                | político brasileiro, 4 vezes prefeito de Suzano e atualmente Deputado Estadual do estado de São Paulo | Brasil                         |             |       |
| 28 de agosto    | José Eduardo dos Santos       | presidente de Angola desde 1979                                                                       | Portugal (Angola)              |             |       |
| 20 de setembro  | Rose Francine Rogombé         | presidente interina do Gabão em 2009                                                                  | França (Gabão)                 |             |       |
| 12 de dezembro  | Juniti Saito                  | militar da Força Aérea Brasileira                                                                     | Brasil                         |             |       |
| 21 de dezembro  | Hu Jintao                     | presidente da República Popular da China desde 2003                                                   | China                          |             |       |

## Mortes
| Data            | Nome                       | Profissão                                                        | Nacionalidade | Observações | Ref |
| --------------- | -------------------------- | ---------------------------------------------------------------- | ------------- | ----------- | --- |
| 8 de fevereiro  | Fritz Todt                 | engenheiro e uma figura importante Nazi                          | Alemanha      | n. 1891     |     |
| 9 de fevereiro  | Lauri Kristian Relander    | 2° presidente da Finlândia de 1925 a 1931                        | Finlândia     | n. 1883     |     |
| 13 de fevereiro | Epitácio Pessoa            | presidente do Brasil de 1919 a 1922                              | Brasil        | n. 1862     |     |
| 23 de março     | Marcelo Torcuato de Alvear | presidente da Argentina de 1922 a 1928                           | Argentina     | n. 1868     |     |
| 23 de abril     | Olga Benário Prestes       | militante comunista alemã, que viveu no Brasil entre 1935 e 1936 | Alemanha      | n. 1908     |     |
| 15 de julho     | Roberto Ortiz              | presidente da Argentina de 1938 a 1942                           | Argentina     | n. 1886     |     |
| 30 de julho     | Louis Borno                | presidente do Haiti de 1922 a 1930                               | Haiti         | n. 1860     |     |
| 30 de setembro  | Hans-Joachim Marseille     | aviador que se distinguiu durante a Segunda Guerra Mundial       | Alemanha      | n. 1919     |     |
| 23 de novembro  | Hernando Siles Reyes       | presidente da Bolívia de 1926 a 1930                             | Bolívia       | n. 1882     |     |